# Muckross House

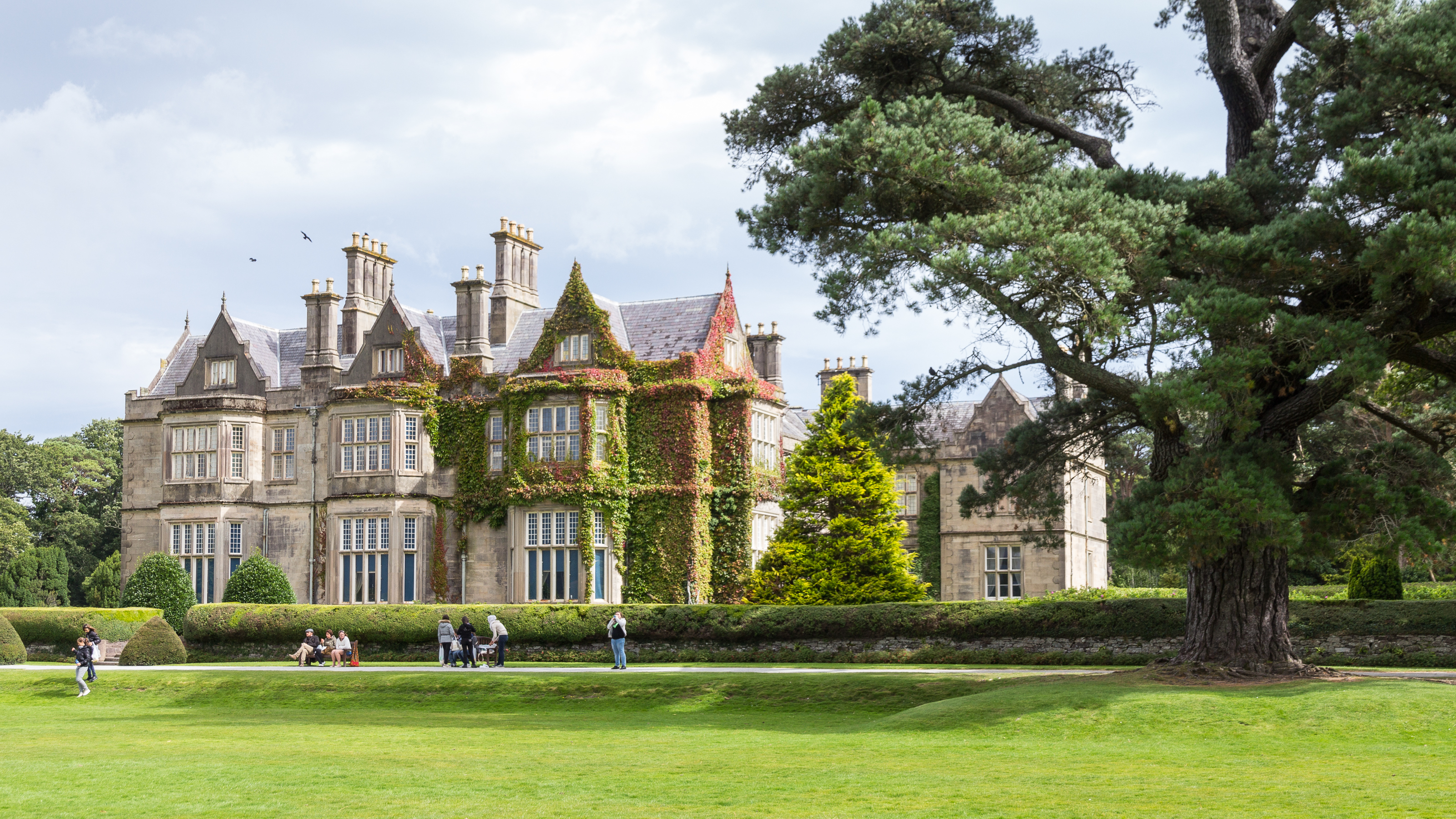
Muckross House and Gardens, Killarney

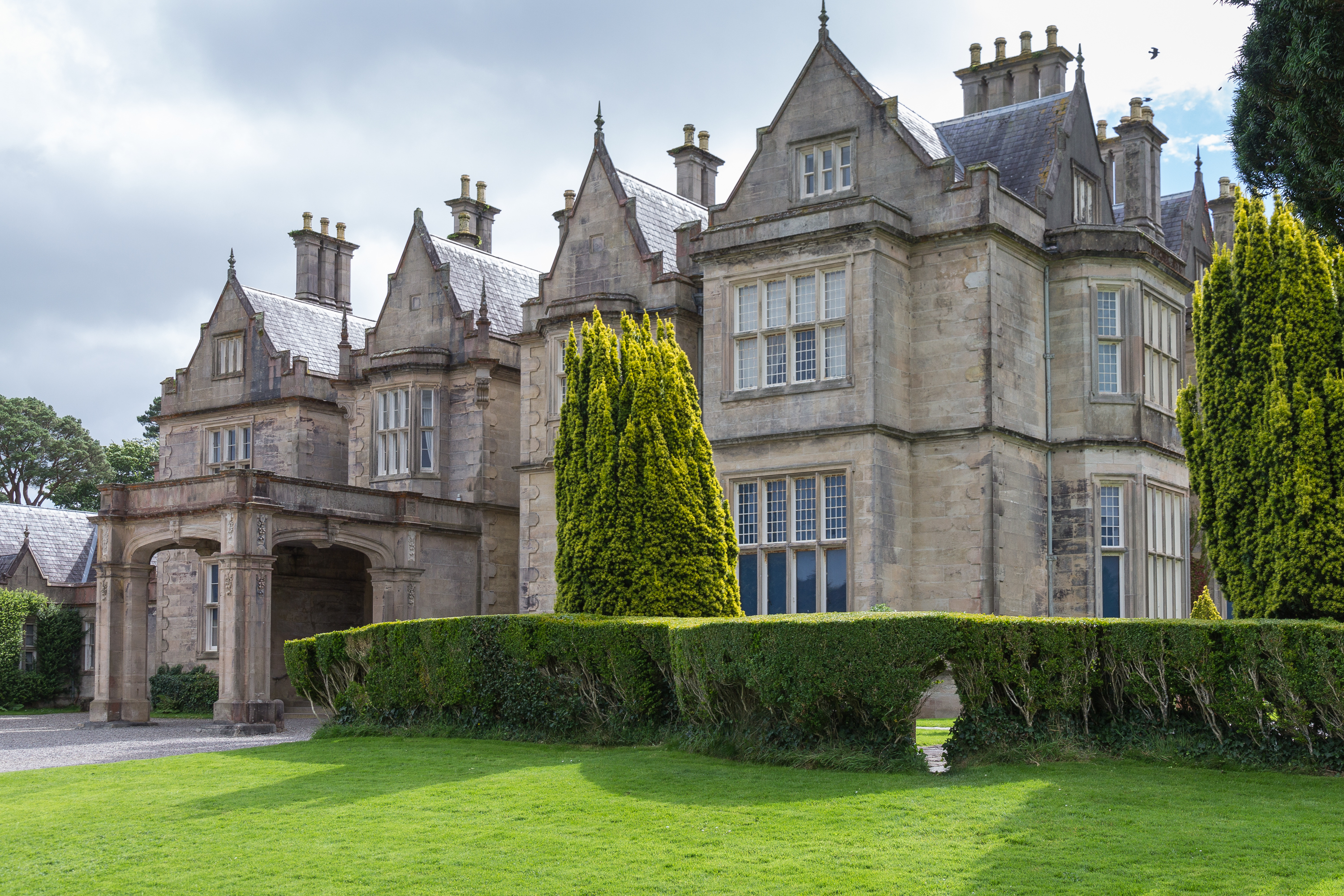
Muckross House

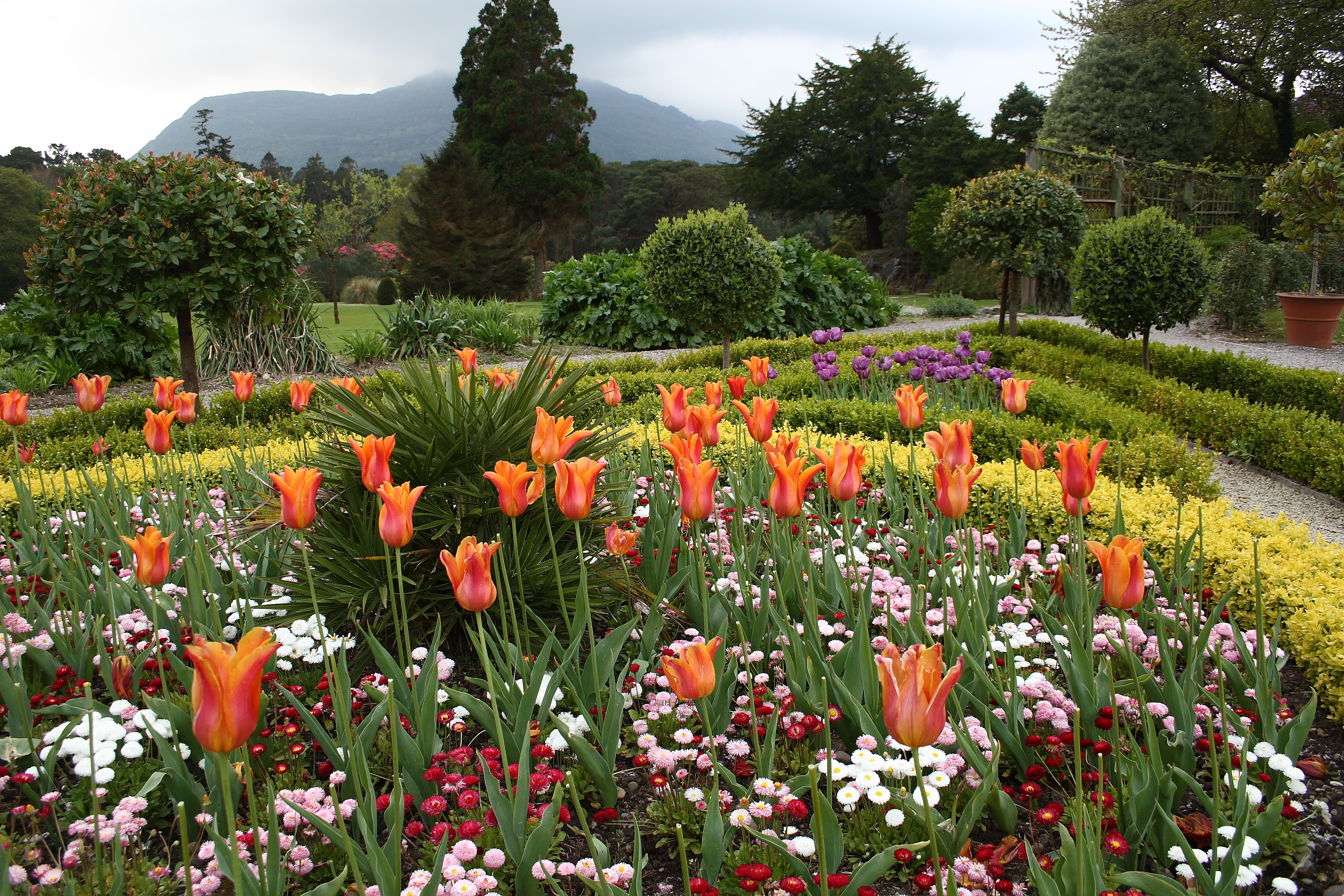
Blumengarten nahe Muckross House

Muckross House (irisch Teach Mhucrois) war ein herrschaftlicher Ansitz und schlossgleiches Herrenhaus und liegt südlich der irischen Stadt Killarney am Muckross Lake. Seit 1932 bildet es das Herzstück des Bourn Vincent Memorial Park. Dieser ist wiederum Teil des über 10.000 Hektar großen Killarney-Nationalparks.

## Geschichte
Muckross House wurde in den Jahren 1839 bis 1843 nach Plänen des schottischen Architekten William Burn in malerischer Lage am Ufer des Muckross Lake errichtet. Die Auftraggeber waren Henry Arthur Herbert und dessen Gattin Mary Balfour Herbert, eine Landschaftsmalerin. Muckross House war bereits das vierte Herrenhaus, welches die Herberts auf ihrem Anwesen errichten ließen.
Die Familie Herbert kam ursprünglich aus Wales und lebte auf dem Anwesen Muckross bereits seit den 1730er Jahren. Neben Erträgen aus der Landwirtschaft und aus der Landverpachtung stammte ihr Vermögen auch aus den Kupferminen, die sich auf ihrem Grund befanden. 
Den Höhepunkt ihres gesellschaftlichen Ansehens erreichten die Herberts im August 1861, als die britische Königin Victoria für wenige Tage in Muckross House verweilte. In Vorbereitung auf diesen Besuch wendeten die Herberts große Geldsummen auf, um Haus und Garten weiter auszubauen. Diese Ausgaben führten zu einer erheblichen Verschuldung und langfristig auch zum wirtschaftlichen Niedergang der Eigentümerfamilie. 1897 musste der Besitz schließlich an den Gläubiger, die Standard Life Assurance Company, abgetreten werden. 
Ein entfernter Verwandter der Herberts und Mitglied der wohlhabenden Guinness-Bierbrauerfamilie, Lord Ardilaun, wurde 1899 der nächste Besitzer von Muckross House. Er wohnte nicht dort, sondern vermietete Haus und Grund an Jagdgesellschaften. 1911 veräußerte er Muckross schließlich an den reichen US-Amerikaner William Bowers Bourn II. 
Dieser erwarb den Besitz als Hochzeitsgeschenk für seine Tochter, Maud, die sich in den folgenden Jahren zusammen mit ihrem Mann, dem Engländer Arthur Rose Vincent, intensiv mit der weiteren Gestaltung des Gartens von Muckross House beschäftigte. Hervorzuheben sind hierbei insbesondere der Versunkene Garten, der Steingarten und der quer durch Muckross Park verlaufende Bach. Alle waren 1915 von Wallace and Co. aus Colchester entworfen worden.
Der unerwartete Tod Mauds 1929, aber auch hohe Steuern und Unterhaltskosten bewogen den Witwer Vincent und dessen Schwiegereltern 1932 dazu, das Haus und den gesamten Grundbesitz (ca. 4.000 Hektar) dem irischen Staat zu schenken. Dieser verpflichtete sich im Gegenzug, das Anwesen als Bourn Vincent Memorial Park in Gänze weiterzuführen und für die Öffentlichkeit zugänglich zu machen. Muckross House und die zugehörigen Ländereien wurden so zum ersten Nationalpark Irlands.
Durch wiederholte Landzukäufe des Staates wurde der Nationalpark in der Zwischenzeit auf etwa 10.000 Hektar vergrößert.

## Seit der Mitte des 20. Jahrhunderts
Muckross House entwickelte sich zu einem Museum. Die Räume und ihre Ausstattung vermitteln einen guten Eindruck vom Leben der Adeligen im 19. und Anfang des 20. Jahrhunderts. Die großen Zimmer besitzen überdimensionierte Raumhöhen. Gemälde, Wandteppiche und Jagdtrophäen schmücken die Wände.
Da Killarney das Touristenzentrum Westirlands schlechthin ist, wurden im und um Muckross House weitere Attraktionen errichtet. Im Hauptgebäude befinden sich neben einem Restaurant eine Töpferei und eine Weberei. Außerhalb wurden wunderschöne, hauptsächlich mit Rosen bestückte Gärten angelegt. Im Jahr 2000 kam das Walled Garden Centre hinzu.
Schon wesentlich früher waren die Muckross Traditional Farms eingerichtet worden. Diese sollen das tägliche Leben der irischen Landbevölkerung in den 1930er und 1940er Jahren zeigen, dazu sind historische Landwirtschaftsgeräte mit Beschreibungen ausgestellt, zusätzlich sind Farmer angestellt, die mit diesen alten Geräten das Land bebauen und bearbeiten.
Muckross House und Walled Garden Centre sind das ganze Jahr über zu besichtigen. Lediglich zu den Weihnachtsfeiertagen bleibt das Haus geschlossen. Muckross Traditional Farms ist während der Wintermonate für Besucher geschlossen und öffnet zumeist wieder im März jedes Jahres.
Eine besondere Attraktion sind die Coach Tours, die ausgehend von Muckross House angeboten werden. Das sind Kutschenfahrten hinaus in das weitläufige Gelände des Nationalparks. Der Wunsch des Spenders, der Garten möge der größte Spielplatz der Welt werden, könnte wohl Wirklichkeit geworden sein.

## Räume
- Die Eingangshalle: Hier wurden die Gäste des Hauses begrüßt, bevor sie in den Salon oder die Bibliothek gebeten wurden. Für Bälle rückte man das Mobiliar an die Seite, um die Tanzfläche freizugeben. Die drei zusammengehörenden Anrichten sind hervorragende Beispiele für Holzschnitzarbeiten aus dieser Gegend und wurden von der Familie Egan aus Killarney gefertigt. Die Tische bestehen aus Rosenholz und Mahagoni. Das hohe Treppenhausfenster besteht aus altem englischen Kristallglas.

- Der Salon: In diesem Raum vertrieben sich die Familie und ihre Gäste die Zeit mit Musik, Gesang, Kartenspiel und Brettspielen. Zur Ausstattung gehören Spieltische, chinesische Lack-Nähkästchen, ein Rosenholzflügel (John Broadwood & Sons, London 1841) und zwei Spiegel aus Muranoglas.

Eine Besonderheit sind chinesisch anmutende Tafeln, die dazu dienten, die Hitze des Feuers von den Gesichtern der Damen abzuhalten. Die weiße Schminke der damaligen Zeit war bleihaltig. Hitze hätte dazu geführt, dass sie sich in die Haut frisst.
- Das Speisezimmer: Dieser Raum, der eine der schönsten Möblierungen des Hauses aufweist, wurde seit dem Besuch von Königin Victoria im Jahr 1861 praktisch nicht mehr verändert. Die Vorhänge wurden eigens zu diesem Anlass in Brüssel gewebt. Die Walnuß-Anrichte wurde als Sonderanfertigung in Italien hergestellt, mit Schnitzereien versehen und trägt das Familienwappen der Herberts. Die Porträts stellen Mitglieder der Familie Vincent dar, die die letzten privaten Besitzer des Anwesens waren.

- Das Damenzimmer: Dies war der Privatsalon der Dame des Hauses, in dem sie sich bei Handarbeiten, dem Arrangieren von Blumen, Musik oder Lesen entspannte. Während des Aufenthaltes von Königin Victoria gehörte der Raum zu einer wunderschönen Suite, die von ihr allein bewohnt wurde. Ausstattung und Dekoration des Raumes entsprechen seinem damaligen Zustand. Die Gemälde sind von Mary Herbert, die zu ihrer Zeit als die führende Landschaftsmalerin galt.

- Glockengang: Hier wurden die Bediensteten zu den verschiedenen Zimmern des Hauses gerufen. Jede Glocke hatte einen anderen Klang, so dass das Hauspersonal ohne hinzuschauen wusste, aus welchem Zimmer es gerufen wurde.

- Küche: Sie war die „Energiezentrale“ des Hauses. Hier war immer was los. Hier herrschte der Koch, und niemand außer der Herrin des Hauses durfte die Küche ohne seine Erlaubnis betreten.

Die Küche liegt außerhalb des Hauptgebäudes, damit Essensgerüche die Herrschaft nicht belästigen sollten. Allerdings hatte es den Nachteil, dass sehr schwere Platten über weite Strecken transportiert werden mussten. Das war einerseits eine Belastung des Personals und andererseits war das Essen oft kalt, bis es sein Ziel erreichte.

## Sonstiges
Der durch seine satirischen Münchhausen-Geschichten bekannt gewordene Rudolf Erich Raspe liegt nahe Muckross House auf dem Friedhof Killeaghy in einem anonymen Armengrab begraben. Während er den Eigentümer von Muckross House bei der Entwicklung der auf dessen Grund befindlichen Kupferminen beriet, erkrankte Raspe an Scharlach und starb im November 1794.